# 6294 Czerny
För andra betydelser, se Czerny (olika betydelser).
6294 Czerny eller 1988 CX1 är en asteroid i huvudbältet som upptäcktes den 11 februari 1988 av den belgiske astronomen Eric W. Elst vid Haute-Provence-observatoriet. Den är uppkallad efter den österrikiske tonsättaren och pianisten Carl Czerny.
Asteroiden har en diameter på ungefär 4 kilometer.